# رابونا

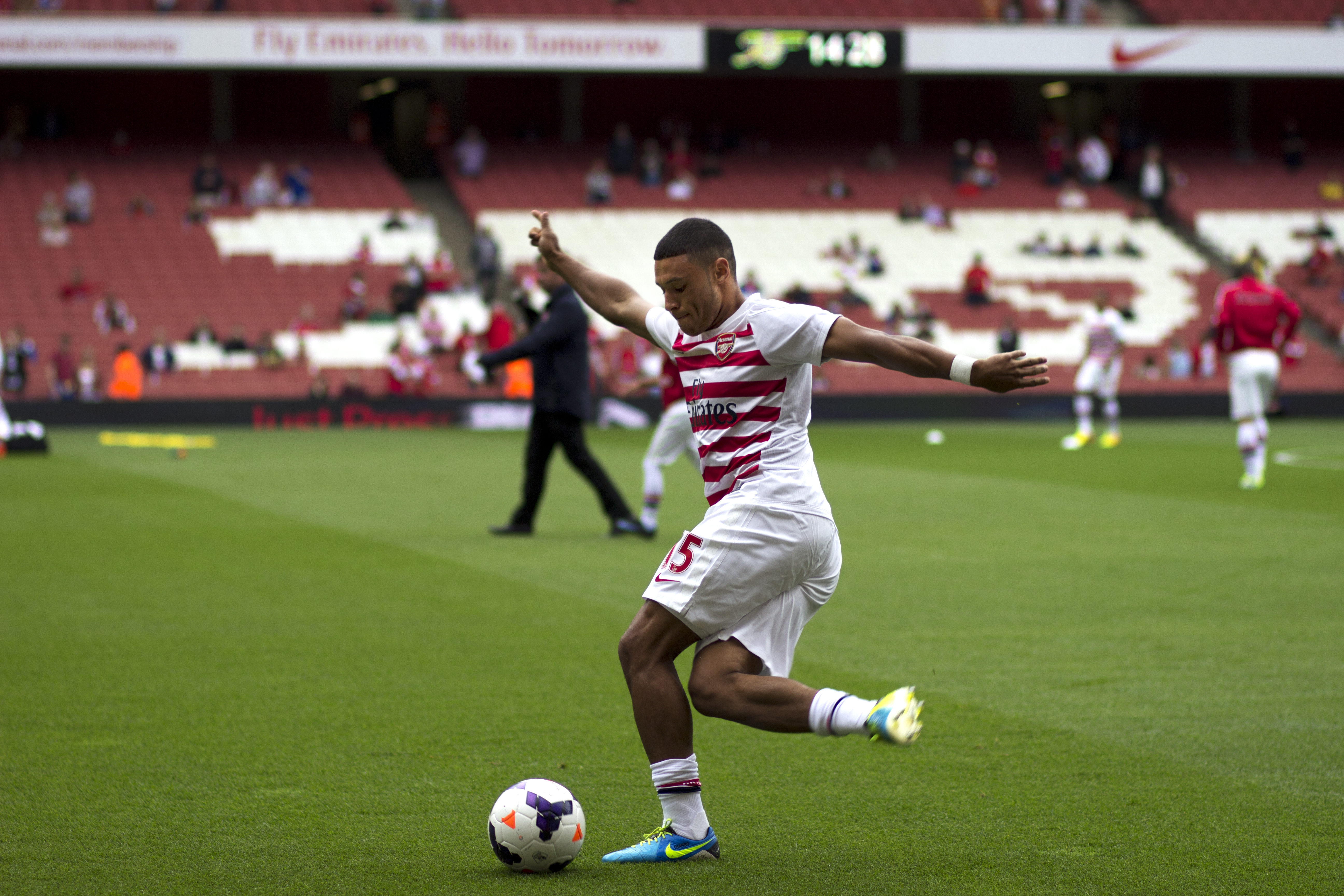
الکس اکسلاد-چمبرلین در حال ضربه به توپ با روش رابونا در جریان یک تمرین

رابونا (به لاتین: Rabona) روشی برای ضربه زدن به توپ در ورزش فوتبال است که در آن پایی که به توپ ضربه می‌زند، از پشت پای تکیه‌گاه که وزن بازیکن را تحمل می‌کند، عبور داده می‌شود.

## کاربرد
دلایل بسیاری وجود دارد که یک بازیکن در جریان بازی فوتبال روش رابونا را برای ضربه زدن به توپ انتخاب می‌کند. برای نمونه وقتی یک مهاجم چپ‌پا در زاویهٔ بسته نسبت به دروازهٔ حریف در سمت راست قرار می‌گیرد و گمان می‌کند که ضربه با پای راست نمی‌تواند از دقت و قدرت کافی برخوردار باشد، ممکن است از حرکت رابونا برای شوت به دروازه یا پاس به بیرون استفاده کند. مثال دیگر بازیکن چپ‌پایی است که از سمت راست به تو می‌زند، و تصمیم می‌گیرد که با پای چپ تخصصی‌اش و بدون درنگ و ایجاد وقفه در حرکت، به توپ ضربه بزند. در این حالت او باید پای راست را در کنار توپ تکیه‌گاه کرده و از پشت پای تکیه‌گاه، با پای چپ به توپ ضربه بزند. دیگو مارادونا یکی از بازیکنانی بود که در چنین موقعیت‌هایی برای پاس بلند یا کوتاه از ضربهٔ رابونا استفاده می‌کرد.
همچنین ممکن است یک بازیکن برای گیج کردن دفاع حریف از حرکت رابونا استفاده کند. برخی بازیکنان نیز تنها برای نشان دادن مهارت و قدرت پابه‌توپ خود از رابونا استفاده می‌کنند. حرکت رابونا اگر به صورت بی‌نقص و استادانه انجام گیرد، در زمرهٔ مهارت‌های تکنیکی سطح بالای فوتبال قلمداد می‌شود.

## پیدایش و پیشینه

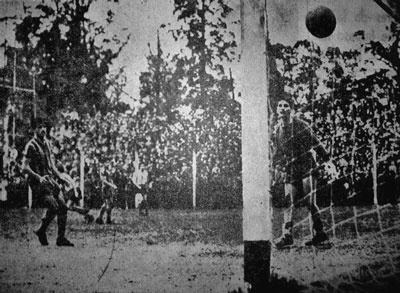
تنها نگارهٔ ثبت‌شده از گل ۳۵ متری ریکاردو اینفانته با ضربهٔ رابونا دیدار تیم‌های استودیانتس و روزاریو سنترال در دسته برتر فوتبال آرژانتین، ۱۹۴۸

بر اساس روایتی که گوستاوو فلورس نویسنده و روزنامه‌نگار آرژانتینی کتاب «استودیانتس؛ تاریخ ۱۰۰ ساله» نقل کرده‌است؛ ریکاردو اینفانته بازیکن تیم استودیانتس در جریان یکی از دیدارهای لیگ برتر آرژانتین در سپتامبر سال ۱۹۴۸ دروازهٔ تیم روزاریو سنترال را با همین حرکت از فاصلهٔ ۳۵ متری باز می‌کند. پس از آن بازی مجلهٔ ورزشی ال گرافیکو آرژانتین صحنهٔ به ثمر رسیدن این گل را در کارتونی با عنوان El infante que se hizo la rabona (به فارسی: کودکی که از مدرسه گریخت) بازسازی کرد که در آن اینفانته به عنوان یک دانش‌آموز تصویر شده بود. این تشبیه بر اساس نام اینفانته که به معنای «کودک» است انتخاب شده بود. در آن دوران عبارت hacerse la rabona به معنای «عدم حضور دانش‌آموز در مدرسه بدون اطلاع و اجازهٔ والدین»، یکی از اصطلاحات رایج در کشور آرژانتین برای فرار دانش‌آموزان از مدرسه بود. انتخاب این عنوان با توجه به معنی نام اینفانته، به این مفهوم اشاره داشت که بازیکن مهاجم همچون دانش‌آموزی که با حقه‌بازی از مدرسه فرار می‌کند، کاری را با نیرنگ یا شعبده‌بازی انجام داده‌است. توصیف مجلهٔ ال گرافیکو از گل اینفانته شهرت یافت و از آن هنگام استفاده از اصطلاح رابونا برای این حرکت متداول شد.
نخستین نمایش رابونا در تصاویر تلویزیونی مربوط به سال‌های دههٔ ۱۹۷۰ می‌شود که جیووانی روکوتللی بازیکن باشگاه آسکولی ایتالیا آن را اجرا می‌نمود. در آن سال‌ها به این حرکت تریو کروزادو (به اسپانیایی: tiro-cruzado) گفته می‌شد.
یکی از تماشایی‌ترین رابوناهای سال‌های اخیر، در یکی از دیدارهای لیگ برتر فوتبال سوئد میان تیم‌های آی‌اف‌کی گوته‌بورگ و اوربرو اس‌کی در سال ۲۰۰۷ به ثبت رسید که آندرس واسکوئز بازیکن تیم گوته‌برگ موفق شد با یک ضربهٔ رابونا از بیرون محوطهٔ جریمه حریف گل‌زنی کند. یک نسخه از ویدئوی گل واسکوئز در هفتهٔ اول بارگذاری در یوتیوب بیش از یک میلیون بار دیده شد. این گل در نظرسنجی‌های روزنامهٔ آفتونبلادت و شبکهٔ تلویزیونی تی‌وی۴ سوئد به عنوان بهترین گل سال برگزیده شد.
در فوتبال آرژانتین که به عنوان مهد پیدایش و گسترش این حرکت شناخته می‌شود، علاوه بر دیگو مارادونا، کلادیو بورگی معروف به «ال بیچی» هافبک تهاجمی دهه‌های ۱۹۸۰ و ۱۹۹۰ فوتبال این کشور دیگر بازیکنی بود که در انجام رابونا تبحر داشت. بورگی در باشگاه آرژانتینوس جونیورز رشد پیدا کرد که پیش از او مارادونا را به سطح اول فوتبال دنیا معرفی کرده بود. او تصاویر مارادونا را در حال انجام رابونا در کتاب‌های باشگاه دیده بود. بورگی بعدها در اظهار نظری اعلام کرد که انجام رابونا برای او، در واقع تبدیل یک نقص به یک امتیاز بوده‌است. چرا که او هرگز از پای چپ خوبی برخوردار نبوده‌است. تبحر او در رابونا به او اجازه می‌داد که مدافعان حریف را گمراه کرده و ضربه‌ای غیرقابل پیش‌بینی به توپ بزند.
در دههٔ ۱۹۸۰ و همزمان با گسترده شدن پخش تلویزیونی مسابقات فوتبال، رود گولیت و مارکو فان باستن از هلند و ژرژ وه‌آ از لیبریا در زمرهٔ بازیکنانی بودند که توانایی انجام این حرکت را در میدان مسابقه دارا بودند.